# اچ‌ام‌اس بی‌باک (ال۱۰)
اچ‌ام‌اس بی‌باک (ال۱۰) (به انگلیسی: HMS Fearless (L10)) یک کشتی بود که طول آن ۵۲۰ فوت (۱۶۰ متر) بود. این کشتی در سال ۱۹۶۳ ساخته شد.